# Spaghettieis

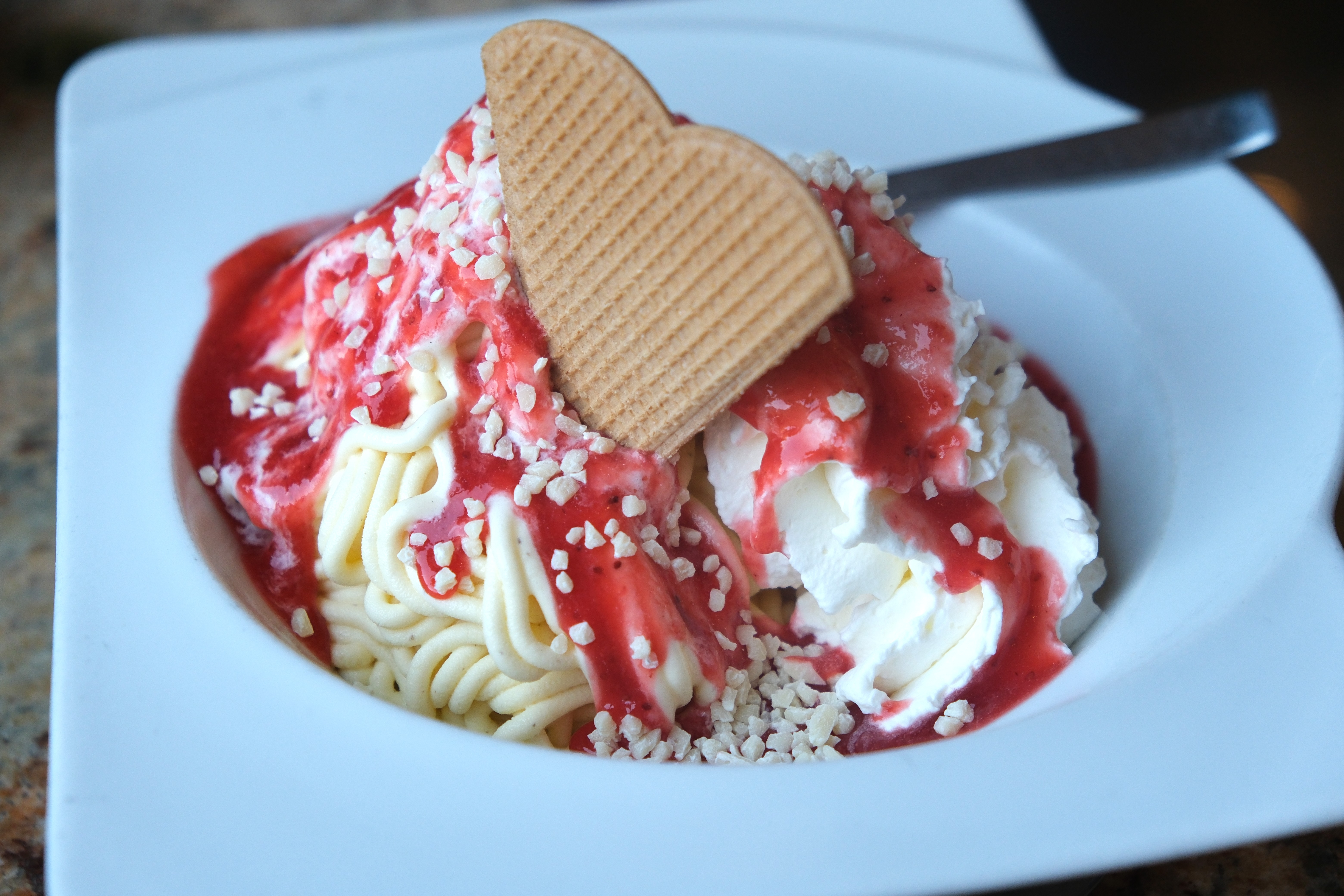
Spaghettieis

Spaghettieis ist eine in Deutschland übliche Speiseeis-Zubereitung, die optisch an Spaghetti mit Tomatensoße und Parmesan erinnern soll.

## Geschichte
Die Erfindung des Spaghettieis im Jahr 1969 reklamieren laut regionalen Zeitungsberichten verschiedene Eishersteller für sich. Der 2000 verstorbene Neusser Eisdielenbesitzer Eliano Rizzardini gab laut Veröffentlichungen ab 2004 an, die Eiskreation entwickelt zu haben. Ebenso reklamierte der Mannheimer Eisfabrikant Dario Fontanella, das Spaghettieis am 6. April 1969 in Anlehnung an die Süßspeise Montebianco erfunden zu haben. Um das Eis in die Form von Spaghetti zu bringen, habe er eine Spätzlepresse verwendet, die es jedoch wegen ihrer zu hohen Temperatur zum Schmelzen gebracht habe. Nachdem er die Spätzlepresse in einem Gefrierfach herunter gekühlt habe, sei es ihm gelungen, damit die spaghettiähnlichen Eisfäden zu produzieren. Fontanella hatte nach eigener Aussage zunächst vor, sich das Gericht patentieren zu lassen, entschied sich jedoch wegen der dafür erforderlichen Anmeldegebühr von 200 DM dagegen.
Die Kreation wurde in den nächsten Jahren zunehmend populär und galt später als ein Sinnbild für „die große Zeit der italienischen Eisdielen im Westdeutschland der 1970er- und 1980er-Jahre“. Der Autor Thomas Brussig bezeichnet sie in seinem Roman Wie es leuchtet aus Sicht von Ostdeutschen als „Geschmack des Westens“.

## Herstellung

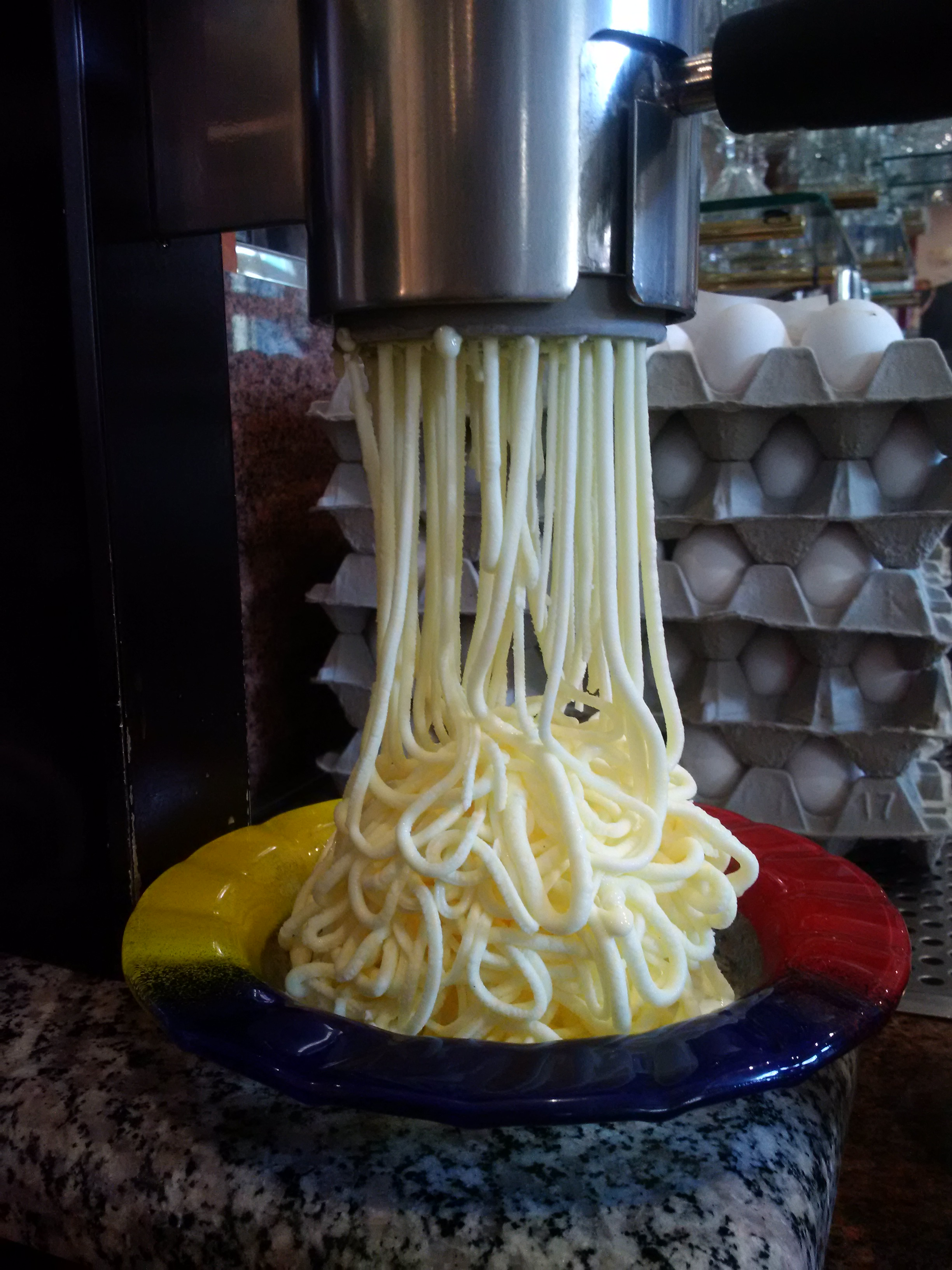
Presse für Spaghettieis mit einzeln sichtbaren Spaghetti

Traditionell besteht Spaghettieis aus über in einer Schale befindlicher Schlagsahne gepresstem Vanilleeis, wobei die Sahne durch den Kontakt mit dem kalten Eis gefriert und dadurch den besonderen Geschmack entwickelt. Das Eis wird durch eine gekühlte Spätzlepresse gedrückt, wodurch die nudelartige Form erreicht wird. Garniert wird das Ganze mit Erdbeersoße und geraspelter weißer Schokolade (alternativ Mandel- oder Kokosflocken). Erstere soll dabei die bei Spaghetti-Gerichten übliche Tomatensoße, und die Schokolade den Streukäse imitieren.